# 빵없는 세상
《빵없는 세상》(Land Without Bread, Las Hurdes)은 스페인에서 제작된 루이스 부뉴엘 감독의 1932년 다큐멘터리 영화이다. Ramon Acin 등이 제작에 참여하였다. 이 영화는 스페인 Las Hurdes 지역에 초점을 맞추고 있다.

## 출연
- Abel Jacquin (음성)
- Alexandre O'Neill (음성, 더빙판)

## 기타
- 원작자: Rafael Sanchez Ventura